# Galianthe cyperoides
Galianthe cyperoides là một loài thực vật có hoa trong họ Thiến thảo. Loài này được (Chodat) E.L.Cabral mô tả khoa học đầu tiên năm 1991.